# (2099) Öpik
(2099) Öpik (1977 VB; 1977 UL2) ist ein Asteroid des inneren Hauptgürtels, der am 8. November 1977 von Eleanor Helin am Palomar-Observatorium entdeckt wurde.

## Benennung
Der Asteroid wurde nach dem estnischen Astronomen Ernst J. Öpik (1895–1985) anlässlich seines 85. Geburtstags benannt. Er war über 60 Jahre in allen Bereichen der Astronomie tätig, besonders mit der Forschung an Kleinkörpern des Sonnensystems.